# Barranda
Barranda är en ort i Spanien.   Den ligger i provinsen Murcia och regionen Murcia, i den sydöstra delen av landet, 300 km sydost om huvudstaden Madrid. Barranda ligger 840 meter över havet och antalet invånare är 884.
Terrängen runt Barranda är kuperad norrut, men söderut är den platt. Runt Barranda är det ganska glesbefolkat, med 27 invånare per kvadratkilometer. Närmaste större samhälle är Caravaca, 10,8 km nordost om Barranda. Trakten runt Barranda består till största delen av jordbruksmark.